# Коло Туре
Коло́ Хабі́б Туре́ (фр. Kolo Habib Touré, нар. 19 березня 1981, Буаке, Кот-д'Івуар) — івуарійський футболіст, центральний захисник шотландського «Селтіка».
Старший брат півзахисника англійського «Манчестер Сіті» Яя Туре.

## Клубна кар'єра
Вихованець футбольної школи івуарійського клубу «АСЕК Мімозас», у складі головної команди клубу виступав протягом 2000—2002 років, двічі виборював титул чемпіона країни.
2002 року переїхав до Англії, уклавши контракт з клубом Прем'єр-ліги лондонським «Арсеналом». Досить швидко отримав постійне місце в основному складі «канонірів». Спочатку грав у півзахисті, а з сезону 2003-04 почав використовуватися у центрі захисту, у парі з Солом Кемпбеллом. Вже у статусі основного центрального захисника команди у серпні 2006 року подовжив контракт із клубом ще на чотири роки.

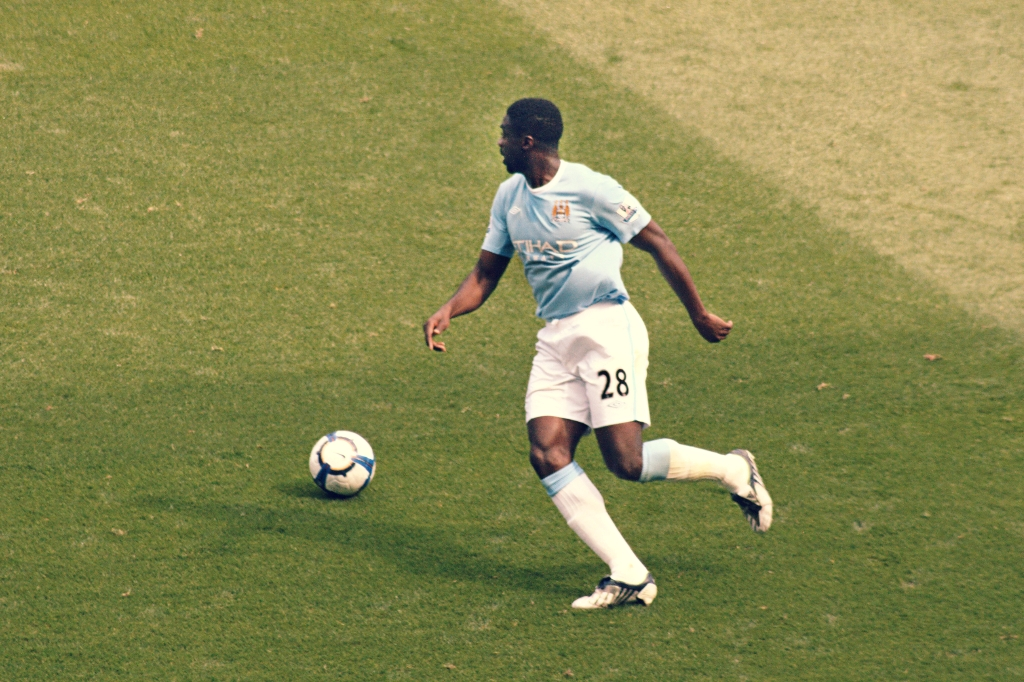
Туре у складі «Манчестер Сіті»

На початку 2009 року з'явилася інформація про бажання гравця залишити «Арсенал» через сутичку з партнером по команді Вільямом Галласом. Врешті-решт Туре дограв у Лондоні до кінця сезону 2009-10, після чого було досягнуто домовленість про його перехід до іншого англійського клубу «Манчестер Сіті», трансферна сума склала 14 мільйонів фунтів стерлінгів. За 7 сезонів, проведених в «Арсеналі», футболіст здобув титул чемпіона Англії (сезон 2003—2004), по два рази ставав володарем Кубка Англії (2003 та 2005) і Суперкубка Англії (2002 та 2004).
Уклавши влітку 2009 року 4-річний контракт з «Манчестер Сіті», Туре не лише відразу ж став основним гравцем центру захисту команди, але й отримав капітанську пов'язку.
Після завершення контракту з манчестерським клубом отримав статус вільного агента і одразу ж приєднався до «Ліверпуля».

## Виступи за збірну
Почав викликатися до національної збірної Кот-д'Івуару з 2000 року. Дебютував у її складі у квітні того ж року у грі проти збірної Руанди.
У 2006 році брав участь в усіх п'яти матчах національної команди у фінальній частині тогорічного Кубку африканських націй, по результатах якого івуарійці здобули друге місце. Того ж року брав участь у першому для Кот-д'Івуару чемпіонаті світу. Команда не змогла подолати груповий етап змагання, здобувши одну перемогу та зазнавши двох поразок.
Був включений до складу збірної для участі в чемпіонаті світу 2010 року. У першому матчі турніру проти команди Португалії виводив свою команду на поле як капітан, оскільки основного капітана івуарійців Дідьє Дроґба не було включено до стартового складу через травму.
| #  | Дата           | Місце                | Противник   | Рахунок | Результат | Змагання                           |
| -- | -------------- | -------------------- | ----------- | ------- | --------- | ---------------------------------- |
| 1. | 8 жовтня 2002  | Абіджан, Кот-д'Івуар | Габон       | 5-0     | перемога  | Відбір до Кубку африканських націй |
| 2. | 25 червня 2003 | Душанбе, Таджикистан | Таджикистан | 1-8     | перемога  | товариська                         |
| 3. | 4 червня 2010  | Сьйон, Швейцарія     | Японія      | 0-2     | перемога  | товариська                         |
| 4. | 10 серпня 2010 | Лондон, Англія       | Італія      | 1-0     | перемога  | товариська                         |
| 5. | 9 жовтня 2011  | Абіджан, Кот-д'Івуар | Бурунді     | 2-1     | перемога  | Відбір до Кубку африканських націй |
| 6. | 9 червня 2012  | Марракеш, Марокко    | Марокко     | 2-2     | нічия     | Відбір до чемпіонату світу         |

## Статистика клубних виступів
Станом на 7 червня 2013 року.
| Клуб              | Сезон             | Чемпіонат | Чемпіонат | Чемпіонат | Кубок | Кубок | Кубок    | Єврокубки | Єврокубки | Єврокубки | Усього | Усього | Усього   |
| Клуб              | Сезон             | Матчі     | Голи      | Передачі  | Матчі | Голи  | Передачі | Матчі     | Голи      | Передачі  | Матчі  | Голи   | Передачі |
| ----------------- | ----------------- | --------- | --------- | --------- | ----- | ----- | -------- | --------- | --------- | --------- | ------ | ------ | -------- |
| «Арсенал»         | 2002–03           | 26        | 2         | 1         | 7     | 0     | 0        | 7         | 0         | 0         | 40     | 2      | 1        |
| «Арсенал»         | 2003–04           | 37        | 1         | 1         | 8     | 2     | 0        | 10        | 0         | 0         | 55     | 3      | 1        |
| «Арсенал»         | 2004–05           | 35        | 0         | 0         | 7     | 0     | 0        | 8         | 1         | 0         | 50     | 1      | 0        |
| «Арсенал»         | 2005–06           | 33        | 0         | 0         | 1     | 0     | 0        | 12        | 1         | 1         | 46     | 1      | 1        |
| «Арсенал»         | 2006-07           | 35        | 3         | 3         | 8     | 1     | 1        | 10        | 0         | 0         | 53     | 4      | 4        |
| «Арсенал»         | 2007-08           | 30        | 2         | 3         | 2     | 0     | 1        | 9         | 0         | 0         | 41     | 2      | 4        |
| «Арсенал»         | 2008-09           | 29        | 1         | 1         | 3     | 0     | 0        | 9         | 0         | 0         | 41     | 1      | 1        |
| «Арсенал»         | Усього            | 225       | 9         | 9         | 36    | 3     | 2        | 65        | 2         | 1         | 326    | 14     | 12       |
| «Манчестер Сіті»  | 2009-10           | 27        | 1         | 0         | 2     | 1     | 0        | 0         | 0         | 0         | 29     | 2      | 1        |
| «Манчестер Сіті»  | 2010–11           | 22        | 1         | 0         | 5     | 0     | 0        | 5         | 0         | 0         | 32     | 1      | 0        |
| «Манчестер Сіті»  | 2011–12           | 14        | 0         | 0         | 3     | 0     | 0        | 3         | 0         | 0         | 20     | 0      | 0        |
| «Манчестер Сіті»  | 2012–13           | 15        | 0         | 0         | 3     | 0     | 0        | 0         | 0         | 0         | 18     | 0      | 0        |
| Усього            | 82                | 2         | 0         | 13        | 1     | 3     | 8        | 0         | 0         | 103       | 3      | 1      |          |
| Усього за кар'єру | Усього за кар'єру | 302       | 11        | 9         | 45    | 4     | 5        | 70        | 2         | 1         | 405    | 17     | 13       |

## Титули та досягнення
«АСЕК Мімозас»
- Чемпіон Кот-д'Івуару: 2001, 2002

«Арсенал»
- Чемпіон Англії: 2003-04
- Володар Кубка Англії: 2002-03, 2004-05
- Володар Суперкубка Англії: 2002, 2004

«Манчестер Сіті»
- Чемпіон Англії: 2011-12
- Володар Кубка Англії: 2010-11
- Володар Суперкубка Англії: 2012

«Селтік»
- Чемпіон Шотландії: 2016-17
- Володар Кубка Шотландії: 2016-17
- Володар Кубка шотландської ліги: 2016-17

«Кот-д'Івуар»
- Чемпіон Африки: 2015
- Віце-чемпіон Африки: 2006, 2012